# リリー・イェイツ
スーザン・メアリー・イェイツ、通称リリー・イェイツ（英語: Susan Mary "Lily" Yeats [ˈjeɪts]、1866年8月25日 - 1949年1月5日）は、アイルランド生まれの刺繡作家、経営者。クアラ工業の刺繡部門を1908年に設立、1931年の解散に至るまで経営した。ケルト復興運動に関わる。著名な刺繡画の作品を残した。

## 幼少期と教育
アイルランドのスライゴ県エニスクローンに生まれる。父ジョン・バトラー・イェイツ、母スーザン・イェイツ（旧姓Pollexfen）との間に、長じて詩人になる年子の兄ウィリアム・バトラー、2歳年下の〈ロリー〉・エリザベス、5歳下の末弟ジャックがあった。幼少期は病弱で5歳から8歳（1872年7月 - 1874年11月）まで母方の祖父に預けられ、スライゴーのマービルで転地療養をしている。その後、ロンドンのウェスト・ケンジントン、エディス・ヴィラ14番地に暮らす親きょうだいに合流した。イェイツ家の子供たちには住み込みの家庭教師マーサ・ジョウィットがつき、1876年まで家庭学習を受ける。 
1878年、一家がチジックに引っ越しベドフォードパークの大きな家で暮らし始めたのを契機に、イェイツは短いあいだノッティングヒルの学校に通う。1881年、妹のエリザベスと共にダブリンのハウスに移ったイェイツは1883年にダブリン・メトロポリタン美術学校に入学。姉妹でダブリン王立協会にも在籍している。 

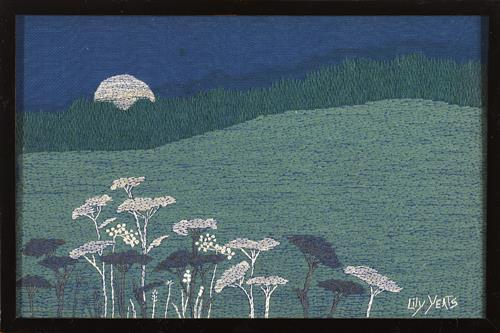
夜の風景

イェイツ家がサウス・ケンジントン (en) のアードリー・クレセントに転居して間もなく1887年にイェイツは病いにふせり、親元に送り返されるはずだったところをハダースフィールドの叔母の家で病弱な母をまじえた暮らしが始まる。しかし1年後、結局はベドフォードパーク (ブレナムロード3番地) の家族の元に戻っている。一家はこの時期からしばしばハマースミスのケルムスコット・ハウスへウィリアム・モリスを訪ねている。ロンドンで姉妹はエヴリン・グリーソンと親しかった。また、姉妹が1880年代後半に棲んでいたベドフォードパークは、神智学協会の創始者ヘレナ・P・ブラヴァツキー、詩人のジョン・トッドハンター、女優のフローレンス・ファーなどの知識人、芸術家、作家たちが住むアーティスティックな街だった。
アーツ・アンド・クラフツ運動を展開するモリスは家計が逼迫するイェイツ家を見かね、自らが提唱する様式の刺繡を習わないかとリリーに声をかけることにする。後世にアート刺繡と呼ばれる様式である。1888年12月10日にモリス商会（Morris＆Co.）に就職、1週目の給金は10シリングであり、半年を待たず、1889年3月には社内で刺繡の指導役に昇格している。刺繡部門の経営者はモリスの娘メイ・モリス（1862年 - 1938年）で、弟子入りした形のイェイツは1894年4月に病気を理由に退職するまで勤め続けた。
会社を辞めて南フランスのイエールに滞在し、しばらく家庭教師として働いた間に腸チフスを発症すると、1896年12月にロンドンに戻った。イェイツは親しくなった作家のスーザン・L・ミッチェルを1897年後半からロンドンの自宅に下宿させた。

## 職歴
1900年にダブリンに戻ったのちのイェイツは、妹のエリザベスとエヴリン・グリーソンとともにダン・エマー工房を組み、自らは縫製部門の責任者になる。 
それまでの経緯として、メイ・モリスの下で勤めた計6年は雇い主との関係が険悪になるばかりの年月でもあり、理由を付けて退職する原因にもなった。フランスに渡るが1895年に腸チフスにかかってしまい、健康の不安を抱えたまま5年ほどを過ごすことになる。母親をなくした1900年、イェイツ姉妹は親しかったエヴリン・グリーソンと共にアイルランドに戻っていく。3人はその2年後の1902年にダブリン近郊に手工芸の工房を開くと、アイルランド神話の英雄クー・フーリンの妻エマーからダン・エマー（エマーの砦）と名付ける。ダン・エマー工房は刺繡のほか印刷（ダン・エマー・プレス）や敷き物のラグ、あるいはタペストリー作りにしぼり、おりしも成長めざましいアイルランドのアーツ・アンド・クラフツ運動で注目のギルドになる。地元の若い女性を雇うと、工房の主力製品の製造に加えて、絵画やデッサン、料理や縫製、アイルランド語の授業を受けさせた。工房でリリー・イェイツの担当は刺繡部門の経営で、教会の内装用のテキスタイルや家庭向けの製品作りにいそしむ。 
イェイツ姉妹とグリーソンの間で個人的・財政的な緊張が高まり、1904年に工房をダン・エマー・ギルド（責任者グリーソン）とダン・エマー工業の2部門に編成し直して経営はイェイツ姉妹が行い、1908年には分社を果たす。ダン・エマーの名称はグリーソンが保持し、イェイツ姉妹はダブリン近郊のチャーチタウンにクアラ工業名義で新会社を設立、私家版印刷所のクアラ・プレス、刺繡工房を運営した。兄ウィリアムの資産家の妻で、組織運営に優れたジョージー・ハイド・リーズ・イエィツが経営難のクアラ・プレスの面倒を見てやっており、刺繡部門では衣料品とリネン類の生産に当たった。 
仲違いはあったものの、リリーとエリザベスのイェイツ姉妹は成人してからずっと生活を共にしている。1923年、ロンドンで休暇を過ごしていたリリーが倒れ重篤になると、原因は結核だろうとみなされ、7月に男きょうだいの手配でロンドンの老人ホームにベッドを確保し、リリーを翌年の4月まで預けることにした。病状は快復しクアラに戻ることができたものの、刺繡部門はすでに傾き始めており、そのなか1931年に再びリリーが体調を崩してしまう。クアラ工業の刺繡部門解散の決定が下された当時、イェイツ本人が書き残したものが伝わっている。 

病気をしたというのに、どうして仕事など始めてしまったのだろう。8年間、どれほどつらかったことか、毎年、会社が悪くなってとうとう行き詰ってしまった。
会社の部門をたたんだのちもリリー・イェイツは刺繡画の販売を続け、1949年に亡くなった。

## 批評
アイルランド人作家のジェイムズ・ジョイスは『ユリシーズ』で、ダン・エマー・プレスの書籍の奥付にみられるケルト復興運動の人類学的な仰々しさを嘲笑い、イェイツ姉妹の出版活動を風刺し、彼女らを変わり者のオールドミスとして、また有名な兄の女中（隷属的存在）に過ぎないとする不当な戯画化に一役買った。
イェイツ姉妹の政治とジェンダーに対する立場は表向き保守的であったが、彼女たちの日々の実践とグリーソンとの協働は、フェミニズム、アイルランドのナショナリズム、アーツ・アンド・クラフツ運動、そして初期のモダニズムの絡み合う様々な潮流の広範な緊張関係と交差を照らし、映し出すものとなっている。